# Jakub Wilk
Pour les articles homonymes, voir Wilk.
Jakub Wilk, né le 11 juillet 1985 à Poznań, est un footballeur international polonais. Il est milieu de terrain au Zagłębie Sosnowiec.
En 2009, il joue trois matches avec l'équipe nationale de Pologne.
Il est actuellement entraineur des jeunes au centre de formation de Lech Poznań.

## Clubs
- 2005-2013 :  Lech Poznań
  - fév. 2012-2012 :  Lechia Gdańsk (prêt)
  - fév. 2013-2013 :  Žalgiris Vilnius (prêt)
- 2013-jan. 2014 :  FC Vaslui
- fév. 2014 :  Žalgiris Vilnius
- depuis nov. 2015 :  Zagłębie Sosnowiec

## Palmarès
- Vainqueur de la Coupe de Pologne : 2009
- Vainqueur de la Coupe de Lituanie : 2015